# Erste Liebe (1918)
Erste Liebe ist ein rund einstündiges, deutsches Stummfilmdrama von Franz Eckstein und seiner Gattin Rosa Porten, die auch die weibliche Hauptrolle übernahm. Der Geschichte liegt die gleichnamige Novelle (1860) von Iwan Turgenjew zugrunde.

## Handlung
Sinaide ist die Tochter der angesehenen, aber verarmten Fürstin Sassjäkin. Sie hat einen großen Bekanntenkreis und zahlreiche Verehrer. Huldvoll nimmt sie deren Gunstbezeugungen entgegen, kann sich jedoch für keinen der sie anhimmelnden Männer erwärmen. Eines Tages lernt sie Peter Wassijewitsch, einen wohlhabenden Witwer, und dessen noch jungen Sohn Wladimir kennen. Zwischen den Familien entwickelt sich rasch eine enge Verbindung, und Sinaide verliebt sich sowohl in den Vater als auch in den Sohn. Für den Junior sprechen dessen Jugend und stürmische Leidenschaft, für den Vater dessen gesellschaftlicher Stand und die finanzielle Sicherheit, die er Sinaide und ihrer Familie bieten könnte. Da sich Sinaide um ihren Bruder Wolodja kümmern will, dessen Zukunft durch die Trunksucht der Mutter gefährdet erscheint, entscheidet sich die junge Frau für den Witwer.
Die alte Mutter des Bräutigams in spe ist von dieser Entwicklung alles andere als begeistert und versucht, ihren längst erwachsenen Sohn von Sinaide abzubringen. Heimlich fädelt sie einen Kontakt Peters zur Schwester seiner verstorbenen Gattin ein, in der Hoffnung, dass die beiden heiraten mögen. Auch ihren Enkel will Peters Mutter von Sinaide loseisen und kann Peter dazu bewegen, Wladimir zum Studium nach Moskau zu entsenden. Nun steht Sinaide allein da, tief enttäuscht in ihrer ersten Liebe. Gemeinsam mit ihrer Mutter verlässt sie ihr Lebensumfeld, vergessen von ihrem „Hofstaat“ und dem einstigen Liebhaber Peter. Lediglich der im fernen Moskau weilende Wladimir kann und will sie nicht vergessen. Als der junge Mann eines Tages erfährt, dass Sinaide sich derzeit in Moskau aufhält, macht er sich auf die Suche nach ihr. Wladimir findet sie – verarmt, krank und gebrochen. Sinaide hatte ihre Gesundheit und ihre Arbeitskraft zum Wohle des Bruders und der Mutter eingesetzt. Als Wladimir ihr finanzielle Unterstützung anbietet, weist ihr Stolz ihn ab. Erst als Sinaide im Sterben liegt, lässt sie ihn zu sich kommen. Sie stirbt in Wladimirs Armen.

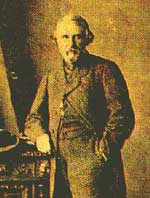
Schuf die Vorlage: Iwan Turgenew

## Produktionsnotizen
Erste Liebe entstand in der Spätphase des Ersten Weltkriegs, passierte die Zensur im August 1918 und wurde wenig später uraufgeführt. Der Vierakter besaß, je nach Schnittfassung, eine Länge von 1378 bzw. 1214 Metern. In Österreich lief der Film unter dem Titel Fürstin Sassjäkin am 7. Februar 1919 an.

## Kritik
Die Neue Kino-Rundschau befand: „Eigenartige Frauencharaktere zu schildern war Turgenjeffs stärkste dichterische Seite. (…) Auch die Heldin dieses Dramas ist solch ein echtes Frauenbild Turgenjeff‘scher Geistesschöpfung. Die Hauptdarsteller Rosa Porten und Ernst Hoffmann [sic!] … haben diesen Geist erfaßt und die handelnden Personen mit Wärme und künstlerischer Kraft gezeichnet. Viel Liebe spricht auch aus der sorgsamen Regie, die Ausstattung und Photographie auf gleicher Höhe hält.“.